# Elvis Rexhbeçaj
Elvis Rexhbeçaj (* 1. listopadu 1997) je kosovský profesionální fotbalista, který hraje na pozici defenzivního záložníka za německý klub FC Augsburg a kosovský národní tým.

## Klubová kariéra

### Wolfsburg
Dne 20. srpna 2017 podepsal Rexhbeçaj profesionální smlouvu s bundesligovým týmem VfL Wolfsburg. Dne 28. ledna 2018 debutoval při venkovní výhře 1:0 nad Hannoverem 96 poté, co v 84. minutě nastoupil jako náhradník místo Daniela Didaviho.

#### Hostování v Kolíně nad Rýnem
V lednu 2020 bylo oznámeno, že Rexhbeçaj bude zapůjčen do Kolína nad Rýnem do června 2021 s opcí na trvalý přestup.

#### Hostování v Bochumi
Dne 2. srpna 2021 byl Rexhbeçaj zapůjčen do VfL Bochum na sezónu 2021/22.

### Augsburg
Dne 27. července 2022 podepsal Rexhbeçaj čtyřletou smlouvu s FC Augsburg.

## Reprezentační kariéra
Rexhbeçaj se narodil ve vesnici Gjonaj, ale byl vychováván ve Sprembergu a Brandenburgu an der Havel kosovsko-albánskými rodiči, kteří uprchli z Kosova během války v Kosovu. V únoru 2021 potvrdil své přání reprezentovat Německo a uvedl, že ho kontaktoval Stefan Kuntz jako kandidáta do týmu pro Letní olympijské hry 2020. O měsíc později se objevily zprávy, že Rexhbeçaj změnil názor a chce reprezentovat Albánii.
Dne 13. července 2024 Fotbalová federace Kosova oznámila, že se Rexhbeçaj rozhodl hrát za kosovský národní tým a zpoždění jeho rozhodnutí bylo způsobeno omezeními starého německého zákona o státní příslušnosti, který neumožňoval dvojí občanství.
Dne 30. srpna 2024 obdržel povolání od kosovské reprezentace na zápasy Ligy národů UEFA 2024/25 proti Rumunsku a Kypru. Jeho debut v dresu Kosova přišel o sedm dní později v zápase proti Rumunsku poté, co byl jmenován do základní sestavy.
Dne 20. března 2025 během prvního utkání play-off Ligy národů v Prištině vstřelil svůj první mezinárodní gól, když Kosovo porazilo Island 2:1.

## Statistiky

### Klubové
Platí k zápasu hranému 15. března 2025.
| Klub                        | Sezóna            | Liga              | Liga   | Liga | Národní pohár | Národní pohár | Kontinentální | Kontinentální | Celkově | Celkově |
| Klub                        | Sezóna            | Soutěž            | Zápasy | Góly | Zápasy        | Góly          | Zápasy        | Góly          | Zápasy  | Góly    |
| --------------------------- | ----------------- | ----------------- | ------ | ---- | ------------- | ------------- | ------------- | ------------- | ------- | ------- |
| VfL Wolfsburg II            | 2016/17           | Regionalliga Nord | 17     | 1    | —             | —             | —             | —             | 17      | 1       |
| VfL Wolfsburg II            | 2017/18           | Regionalliga Nord | 24     | 9    | —             | —             | —             | —             | 24      | 9       |
| VfL Wolfsburg II            | 2018/19           | Regionalliga Nord | 3      | 1    | —             | —             | —             | —             | 3       | 1       |
| VfL Wolfsburg II            | 2019/20           | Regionalliga Nord | 3      | 1    | —             | —             | —             | —             | 3       | 1       |
| VfL Wolfsburg II            | Celkově           | Celkově           | 47     | 12   | —             | —             | —             | —             | 47      | 12      |
| VfL Wolfsburg               | 2017/18           | Bundesliga        | 4      | 0    | 0             | 0             | —             | —             | 4       | 0       |
| VfL Wolfsburg               | 2018/19           | Bundesliga        | 24     | 2    | 2             | 0             | —             | —             | 26      | 2       |
| VfL Wolfsburg               | 2019/20           | Bundesliga        | 0      | 0    | 1             | 0             | 1             | 0             | 2       | 0       |
| VfL Wolfsburg               | Celkově           | Celkově           | 28     | 2    | 3             | 0             | 1             | 0             | 32      | 0       |
| Kolín nad Rýnem (hostování) | 2019/20           | Bundesliga        | 13     | 0    | 0             | 0             | —             | —             | 13      | 0       |
| Kolín nad Rýnem (hostování) | 2020/21           | Bundesliga        | 30     | 5    | 3             | 2             | —             | —             | 33      | 7       |
| Kolín nad Rýnem (hostování) | Celkově           | Celkově           | 43     | 5    | 3             | 2             | —             | —             | 46      | 7       |
| VfL Bochum (hostování)      | 2021/22           | Bundesliga        | 32     | 0    | 4             | 0             | —             | —             | 36      | 0       |
| FC Augsburg                 | 2022/23           | Bundesliga        | 31     | 0    | 2             | 0             | —             | —             | 33      | 0       |
| FC Augsburg                 | 2023/24           | Bundesliga        | 17     | 2    | 1             | 0             | —             | —             | 18      | 2       |
| FC Augsburg                 | 2024/25           | Bundesliga        | 20     | 1    | 4             | 1             | —             | —             | 24      | 2       |
| FC Augsburg                 | Celkově           | Celkově           | 68     | 3    | 7             | 1             | —             | —             | 75      | 4       |
| Celkově v kariéře           | Celkově v kariéře | Celkově v kariéře | 218    | 22   | 17            | 3             | 1             | 0             | 236     | 25      |

### Reprezentační
Platí k zápasu hranému 20. března 2025.
| Národní tým | Rok     | Zápasy | Góly |
| ----------- | ------- | ------ | ---- |
| Kosovo      | 2024    | 5      | 0    |
| Kosovo      | 2025    | 1      | 1    |
| Celkově     | Celkově | 6      | 1    |

#### Reprezentační góly
Skóre a výsledky Kosova jsou vždy zapsány jako první. Góly Elvise Rexhbeçaje jsou zvýrazněny.
| Gól | Datum           | Místo                                  | Soupeř | Skóre | Výsledek | Soutěž                   |
| --- | --------------- | -------------------------------------- | ------ | ----- | -------- | ------------------------ |
| 1.  | 20. března 2025 | Fadil Vokrri Stadium, Priština, Kosovo | Island | 2:0   | 2:0      | Liga národů UEFA 2024/25 |